# Joanna Kluzik-Rostkowska

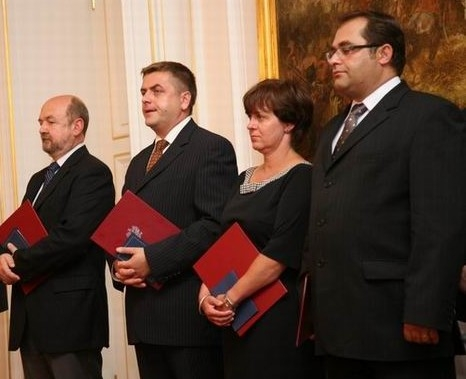
Zmiany w składzie Rady Ministrów: Joanna Kluzik-Rostkowska, 13 sierpnia 2007

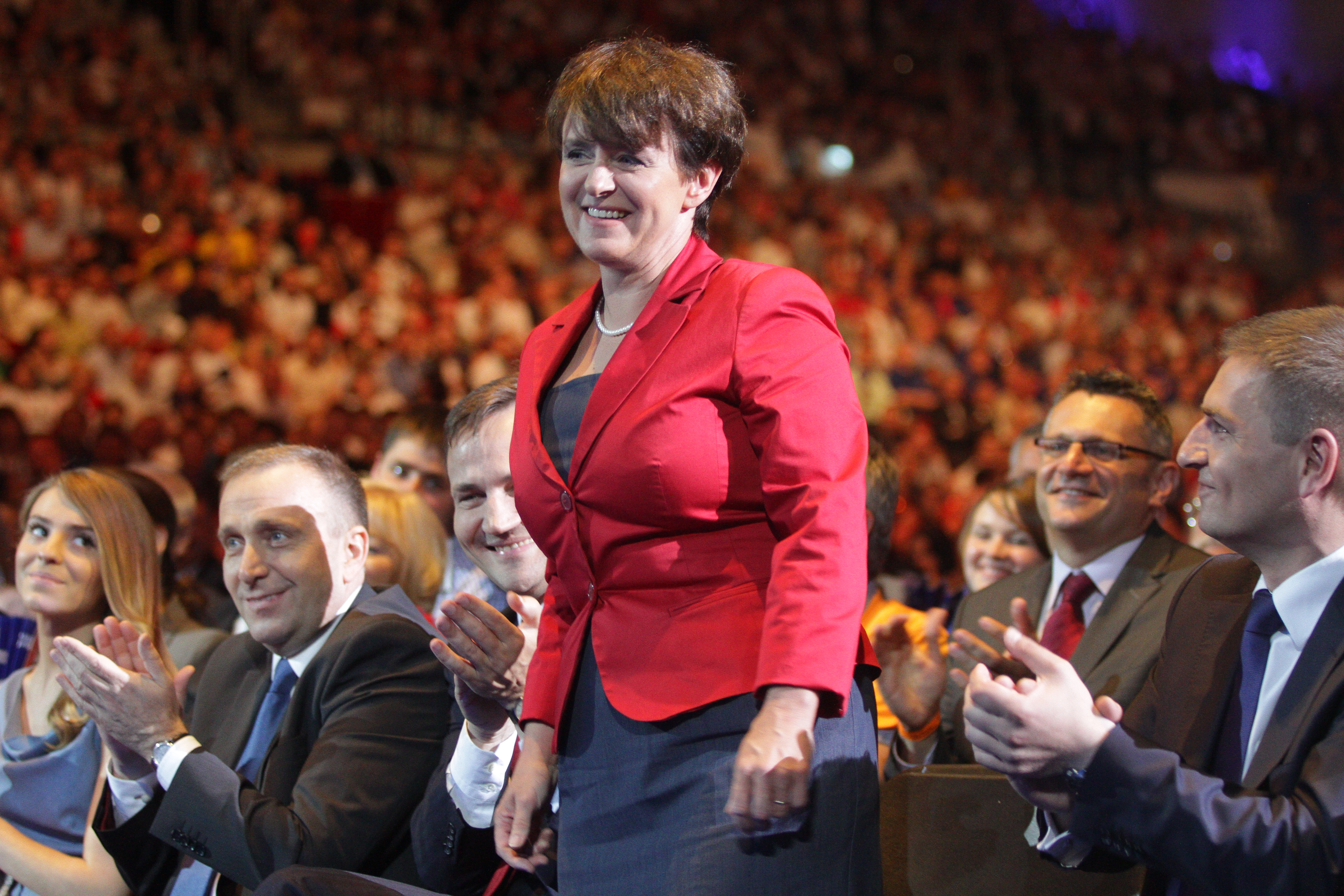
Joanna Kluzik-Rostkowska na konwencji Platformy Obywatelskiej (2011)

Joanna Grażyna Kluzik-Rostkowska (ur. 14 grudnia 1963 w Katowicach) – polska dziennikarka i polityk. Posłanka na Sejm VI, VII, VIII, IX i X kadencji, w latach 2005–2007 podsekretarz stanu w Ministerstwie Pracy i Polityki Społecznej, w 2007 podsekretarz stanu w Ministerstwie Rozwoju Regionalnego, w 2007 minister pracy i polityki społecznej, w latach 2013–2015 minister edukacji narodowej, w latach 2010–2011 przewodnicząca partii Polska Jest Najważniejsza.

## Życiorys

### Młodość i wykształcenie
Córka Henryka i Krystyny Kluzików. Wychowanka XXI Kadrowego Szczepu OMEGA Hufca ZHP Katowice. Absolwentka IV Liceum Ogólnokształcącego im. gen. Stanisława Maczka w Katowicach. Ukończyła studia dziennikarskie na Wydziale Dziennikarstwa i Nauk Politycznych Uniwersytetu Warszawskiego.
W czasie studiów działała w Niezależnym Zrzeszeniu Studentów. W latach 80. współpracowała z podziemnym „Tygodnikiem Mazowsze” oraz innymi czasopismami drugiego obiegu.

### Działalność zawodowa
Od 1989 pracowała jako dziennikarka działu politycznego „Tygodnika Solidarność” (tam poznała Jarosława Kaczyńskiego, wówczas redaktora naczelnego tejże gazety).
W 1992 była kierownikiem działu reportażu miesięcznika „Konfrontacje”. W tym samym roku rozpoczęła pracę w „Expressie Wieczornym” (jego redaktorem naczelnym był ówczesny poseł Porozumienia Centrum Andrzej Urbański), gdzie była m.in. zastępczynią kierownika działu krajowego i reportażu oraz kierownikiem działu reportażu. W trakcie swojej kariery dziennikarskiej zajmowała się m.in. dziennikarstwem śledczym, była również korespondentką zagraniczną (w tym w Bośni i Czeczenii).
Od 1996 pracowała w dziale krajowym i politycznym tygodnika „Wprost”. Od 2000 kierowała działem gospodarczym tygodnika „Nowe Państwo”. W latach 2001–2004 była pierwszą zastępczynią redaktor naczelnej tygodnika „Przyjaciółka”.

### Działalność polityczna
W 2004 rozpoczęła pracę w Urzędzie m.st. Warszawa na stanowisku głównego specjalisty w biurze prasowym. W tym samym roku wstąpiła do Prawa i Sprawiedliwości. W 2005 została mianowana na stanowisko pełnomocnika Prezydenta m.st. Warszawy ds. kobiet i rodziny. W wyborach parlamentarnych w 2005 kandydowała do Sejmu z warszawskiej listy Prawa i Sprawiedliwości, jednak nie uzyskała mandatu.
17 listopada 2005 objęła stanowisko podsekretarza stanu w Ministerstwie Pracy i Polityki Społecznej, przejmując m.in. część kompetencji pełnomocnika rządu do spraw równego traktowania (urząd ten został zlikwidowany przez nowego premiera Kazimierza Marcinkiewicza). Funkcję tę pełniła do 13 lipca 2007. Tego samego dnia została powołana przez premiera Jarosława Kaczyńskiego na stanowisko podsekretarza stanu w Ministerstwie Rozwoju Regionalnego.
Tuż przed objęciem przez nią stanowiska w Ministerstwie Pracy i Polityki Społecznej udzieliła wywiadu „Gazecie Wyborczej”, w którym m.in. wypowiedziała się pozytywnie o zapłodnieniach in vitro, co wywołało sprzeciw popierającej rząd w parlamencie Ligi Polskich Rodzin. W innych publicznych wypowiedziach m.in. krytykowała organizację parad równości. Jednocześnie skrytykowała propozycje zmian w ustawie o oświacie autorstwa Romana Giertycha, które obejmowały m.in. zakaz tzw. propagandy homoseksualnej.
W lipcu złożyła dymisję i przeszła do Ministerstwa Rozwoju Regionalnego, kierowanego przez Grażynę Gęsicką. 13 sierpnia 2007, po zerwaniu koalicji PiS z LPR i Samoobroną, wróciła do pracy w Ministerstwie Pracy i Polityki Społecznej na urząd ministra. Stanowisko to zajmowała do 16 listopada 2007, tj. do zaprzysiężenia jej następcy w rządzie Donalda Tuska.
Wcześniej w tym samym roku w wyborach parlamentarnych uzyskała mandat poselski, kandydując jako lider listy PiS w okręgu łódzkim i otrzymując 41 171 głosów.
26 kwietnia 2010 została szefową sztabu wyborczego kandydata na prezydenta z ramienia Prawa i Sprawiedliwości Jarosława Kaczyńskiego.
5 listopada 2010 decyzją Komitetu Politycznego PiS wraz z Elżbietą Jakubiak została wykluczona z partii. 16 listopada 2010 wspólnie z kilkoma politykami PiS ogłosiła złożenie wniosku o utworzenie stowarzyszenia Polska Jest Najważniejsza. Została również wybrana na prezesa ugrupowania. 23 listopada powstał klub parlamentarny o tej samej nazwie, na czele którego stanęła. W styczniu 2011 była wśród autorów wniosku o rejestrację partii o tej nazwie. Ugrupowanie zostało wpisane do ewidencji 17 marca tego samego roku. 28 kwietnia 2011 prezydent Bronisław Komorowski powołał ją w skład Rady Bezpieczeństwa Narodowego, z zasiadania w której zrezygnowała 15 czerwca tego samego roku.
Joanna Kluzik-Rostkowska kierowała ugrupowaniem do momentu wyboru na jego prezesa Pawła Kowala 4 czerwca 2011 na pierwszym kongresie partii. 3 dni później ustąpiła z funkcji szefa klubu parlamentarnego PJN na rzecz Pawła Poncyljusza. 13 czerwca zrezygnowała z członkostwa w partii i jej klubie parlamentarnym, podejmując współpracę z Platformą Obywatelską. 28 czerwca została przyjęta do klubu parlamentarnego tego ugrupowania. W wyborach parlamentarnych została liderem listy PO do Sejmu w okręgu rybnickim, uzyskała mandat poselski liczbą 22 418 głosów.
20 listopada 2013 premier Donald Tusk zapowiedział nominację Joanny Kluzik-Rostkowskiej na stanowisko ministra edukacji narodowej. Urząd ten objęła 27 listopada 2013 na skutek powołania jej przez prezydenta Bronisława Komorowskiego. 22 września 2014 objęła to samo stanowisko w rządzie Ewy Kopacz. Podczas jej urzędowania w 2015 doszło do strajków nauczycieli; pod siedzibę ministerstwa przyszło około 20 tys. protestujących. Minister przemówiła wtedy do zgromadzonych, informując, że nie ma pieniędzy w budżecie na podwyżki nauczycielskie.
W wyborach parlamentarnych w 2015 z powodzeniem ubiegała się o poselską reelekcję w okręgu warszawskim, otrzymując w nim 12 807 głosów. 16 listopada 2015 zakończyła pełnienie funkcji ministra. W Sejmie VIII kadencji została członkinią Komisji Spraw Zagranicznych oraz Komisji Obrony Narodowej, pracowała też w Komisji Edukacji, Nauki i Młodzieży (2015–2016).
W wyborach w 2019 i 2023 ponownie uzyskiwała mandat poselski, kandydując z ramienia Koalicji Obywatelskiej w okręgu radomskim i otrzymując odpowiednio 19 320 głosów oraz 21 218 głosów. W styczniu 2024 powołana w skład sejmowej komisji śledczej ds. wykorzystania oprogramowania Pegasus.

## Wyniki w wyborach ogólnopolskich
| Wybory | Komitet wyborczy   | Komitet wyborczy       | Organ             | Okręg          | Wynik          |
| ------ | ------------------ | ---------------------- | ----------------- | -------------- | -------------- |
| 2007   |                    | Prawo i Sprawiedliwość | Sejm VI kadencji  | nr 9           | 41 171 (9,74%) |
| 2011   |                    | Platforma Obywatelska  | Sejm VII kadencji | nr 30          | 22 418 (8,49%) |
| 2015   | Sejm VIII kadencji | Platforma Obywatelska  | nr 19             | 12 807 (1,17%) |                |
| 2019   |                    | Koalicja Obywatelska   | Sejm IX kadencji  | nr 17          | 19 320 (5,77%) |
| 2023   | Sejm X kadencji    | Koalicja Obywatelska   | 21 218 (5,42%)    | nr 17          |                |

## Wyróżnienia
- 2009: wśród najlepiej ocenianych posłów w rankingu tygodnika „Polityka”
- 2009: nominacja do tytułu „Polka Roku 2009”, przyznawanego przez „Wysokie Obcasy” (dodatek „Gazety Wyborczej”)